# Indonesia en los Juegos Olímpicos de Roma 1960
Indonesia estuvo representada en los Juegos Olímpicos de Roma 1960 por un total de 22 deportistas, 20 hombres y 2 mujeres, que compitieron en 8 deportes.
El equipo olímpico indonesio no obtuvo ninguna medalla en estos Juegos.